# Seleniolycus
Seleniolycus is een geslacht van straalvinnige vissen uit de familie van puitalen (Zoarcidae).

## Soorten
- Seleniolycus laevifasciatus (Torno, Tomo & Marschoff, 1977)
- Seleniolycus pectoralis Møller & Stewart, 2006
- Seleniolycus robertsi Møller & Stewart, 2006